# Індастріал-рок
Індастріал-рок — музичний жанр, який змішує індустріальну музику з конкретними елементами року, в основному панк-року і хард-року. Перші з'єднали ці стилі деякі гурти пост-панку, такі як Chrome, Killing Joke, Swans і Big Black. Часто плутають цей стиль з індастріал-металом, хоча останній є лише варіантом індустріального року.

## Лейбли
- 21st Circuitry (США)
- Cleopatra Records
- Fifth Colvmn Records (США)
- Glitch Mode Recordings (США)
- Invisible Records
- Metropolis Records
- Nothing Records
- Re-Constriction Records (США)
- Wax Trax! Records